# Земаљско антифашистичко вијеће народног ослобођења Босне и Херцеговине
Земаљско антифашистичко вијеће народног ослобођења Босне и Херцеговине, скраћено ЗАВНОБиХ, било је врховно представничко, законодавно и извршно тело Народноослободилачког покрета у Босни и Херцеговини.
Одржана су три засједања ЗАВНОБиХ-а: прво у Мркоњић Граду 25. новембра 1943. (овај датум се у дијелу Федерације Босне и Херцеговине обиљежава као Дан државности Босне и Херцеговине), друго у Санском Мосту 30. јуна 1944, а треће и последње у Сарајеву 26. априла 1945. године.

## Прво засједање
Прво засједање ЗАВНОБиХ-а почело је у Мркоњић Граду 25. новембра 1943. у 19 сати. Завршено је исте ноћи (26. новембра) у 4 сата ујутро.
Овој оснивачкој скупштини присуствовало је 247 делегата из свих крајева БиХ, од којих 173 са правом гласа. На првом засједању, ЗАВНОБиХ је формално конституисан као општеполитичко представништво Народноослободилачког покрета (НОП) Босне и Херцеговине, али је у стварности и пракси дјеловао као њен највиши орган власти. Одборници су усвојили Резолуцију ЗАВНОБиХ-а и Проглас народима БиХ у којима се истиче да убудуће БиХ и њене народе, и у земљи и иностранству, могу заступати и представљати само ЗАВНОБиХ и АВНОЈ. Овим актима истовремено је изражена одлучност народа БиХ да њихова земља, која није ни српска, ни хрватска ни муслиманска, него и српска и муслиманска и хрватска, буде збратимљена заједница у којој ће бити осигурана пуна равноправност свих Срба, Муслимана и Хрвата. На засједању је изабрана делегација од 58 чланова која ће представљати БиХ на Другом засједању АВНОЈ-а (29. новембар 1943). Истовремено је конституисано Предсједништво ЗАВНОБиХ-а, састављено од 31 члана, са др Војиславом Кецмановићем, љекаром из Бијељине, као предсједником.
У Мркоњић Граду се налази спомен-музеј првог засједања ЗАВНОБиХ-а, као и дом ЗАВНОБиХ-а који је отворен 27. новембра 1973. у оквиру прославе 30-годишњице Првог засједања.

## Друго засједање
Друго засједање ЗАВНОБиХ-а одржано је 30. јуна — 2. јула 1944. у Санском Мосту на којем је 1. јула 1944. године донесена декларација о правима грађана у БиХ у којој стоји:
У пламену праведног ослободилачког рата искива се братство Срба, Муслимана и Хрвата, и тиме се удара сигуран темељ слободне и збратимљене Босне и Херцеговине, равноправне федералне јединице у демократској федеративној Југославији. Први пут у историји, Срби, Муслимани и Хрвати Босне и Херцеговине, уједињени у народно-ослободилачком покрету, ступили су на исти пут, почели су да изграђују свој заједнички дом, у чије су темеље узидане кости њихових најбољих синова. Први пут у историји они су постали ковачи своје судбине, чврсто ријешени да једном за увијек сахране вјековну, мрачну и тешку прошлост и да изграде државну заједницу у којој ће живјети у равноправности, слободи, миру и благостању… Оличена у народно-ослободилачким одборима и Земаљском антифашистичком вијећу народног ослобођења Босне и Херцеговине зајамчује:

Равноправност Срба, Муслимана и Хрвата Босне и Херцеговине, која је њихова заједничка и недјељива домовина;

Слободу вјероисповјести и савјести као и равноправност свих вјероисповјести;

Слободу збора и договора, удруживања и штампе;

Личну и имовну сигурност грађана, као и слободу приватне иницијативе у привредном животу;

Равноправност жене с мушкарцем, како у политичком животу земље, тако и у свим областима друштвене дјелатности;

Изборно право у демократској Босни и Херцеговини бирачи ће вршити тајним гласањем на основу општег, једнаког и непосредног права гласа. Активно и пасивно изборно право има сваки грађанин и грађанка који су навршили 18 година живота, а нису тога права лишени на основу закона. Борци Народно-ослободилачке војске и партизанских одреда Југославије имају то право без обзира на године старости…

Сваком грађанину зајамчено је право жалбе на рјешење органа власти, као и право молбе и притужбе свим органима државне власти;

Нико не може бити суђен без претходног судског поступка…

## Треће засједање
Након уласка партизанских трупа у Сарајево, 26. априла 1945. сазвано је и треће засједање ЗАВНОБиХ-а које је било последње ратно и уопште последње засједање овог тијела. ЗАВНОБиХ је тада прерастао у Народну скупштину Народне Републике Босне и Херцеговине, а његово Председништво у Председништво Народне скупштине.